# Ezüstműves háza
Az ezüstműves háza reneszánsz kor eleji építészeti remekmű Besztercén. A 16. században épített ház egy neves ékszerkészítő mester otthonául és műhelyéül szolgált.

## Elhelyezkedése
Az épület Beszterce óvárosában, az Erszény utca (Str. Dornei / Beutelgasse) déli oldalán található, a piactér közelében. Műemléki környezetben helyezkedik el, amelyre különleges építési szabályozás vonatkozik.

## Története
A ház a 16. század elején épült. 1560–1563 között, amikor az itáliai Petrus Italus, más néven Petrus da Lugano építész az evangélikus templom munkálatait vezette, az ezüstműves házának előcsarnokát is kidíszítette az általa megmunkált kövekkel. 1758-ban egy tűzvész elpusztította az épület belső berendezését. 1939-ben a polgármesteri hivatal lebontásra ítélte, de Nicolae Iorga közbeavatkozására megmenekült. 1950-ben államosították, és Ştefan Balş építész vezetésével restaurálták. 1977–1986 között a megyei múzeum történelmi részlegének adott otthont, majd egy művészeti népiskola működött a falai között. 2013–2015-ben európai uniós forrásokból felújították, és úgynevezett „német központot” alakítottak ki benne. A házat országos jelentőségű műemléknek nyilvánították; az országos műemlékjegyzékben a BN-II-m-A-01482 LMI-kód alatt található meg.